# Těžba uranu

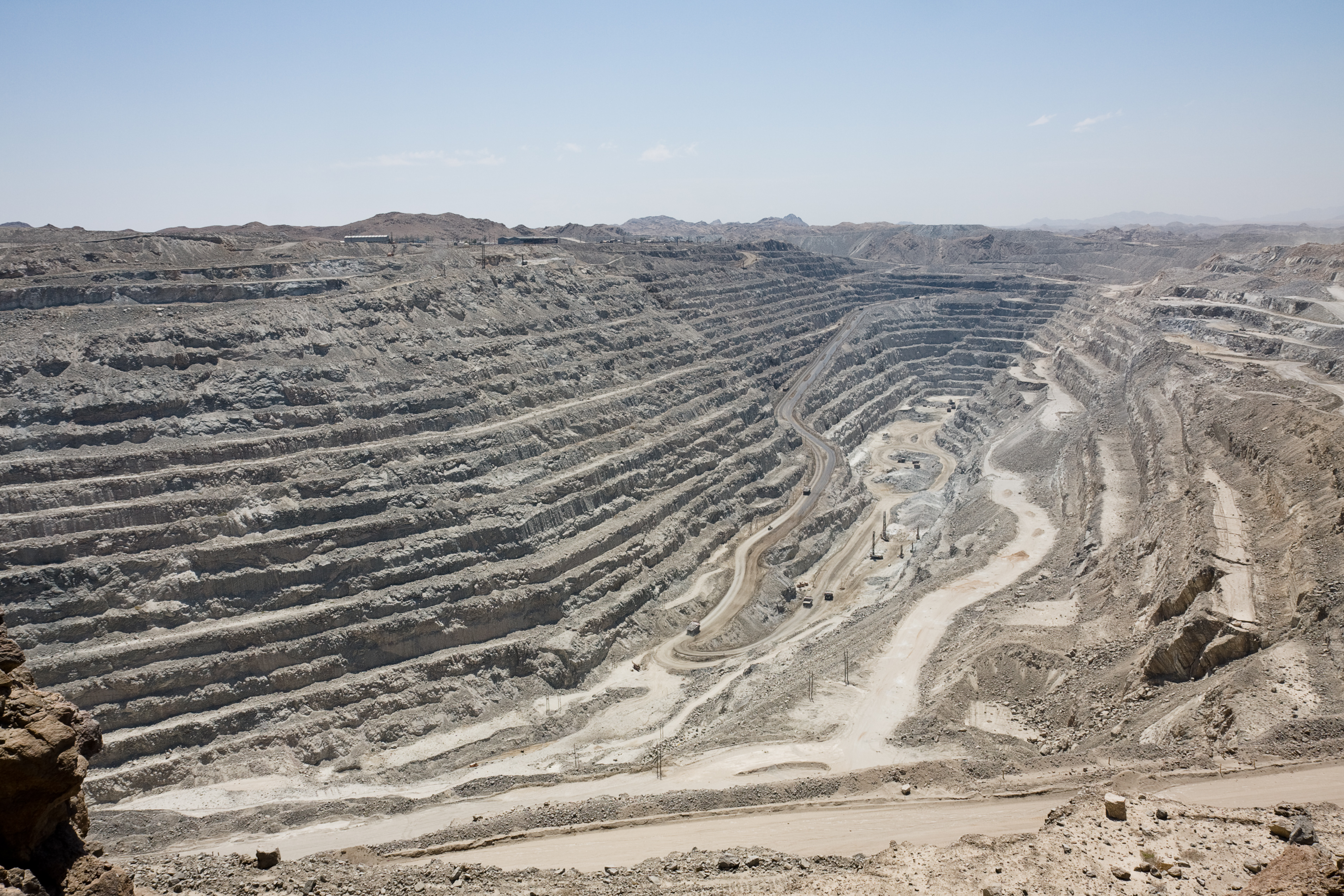
Povrchový uranový důl Rössing v Namibii

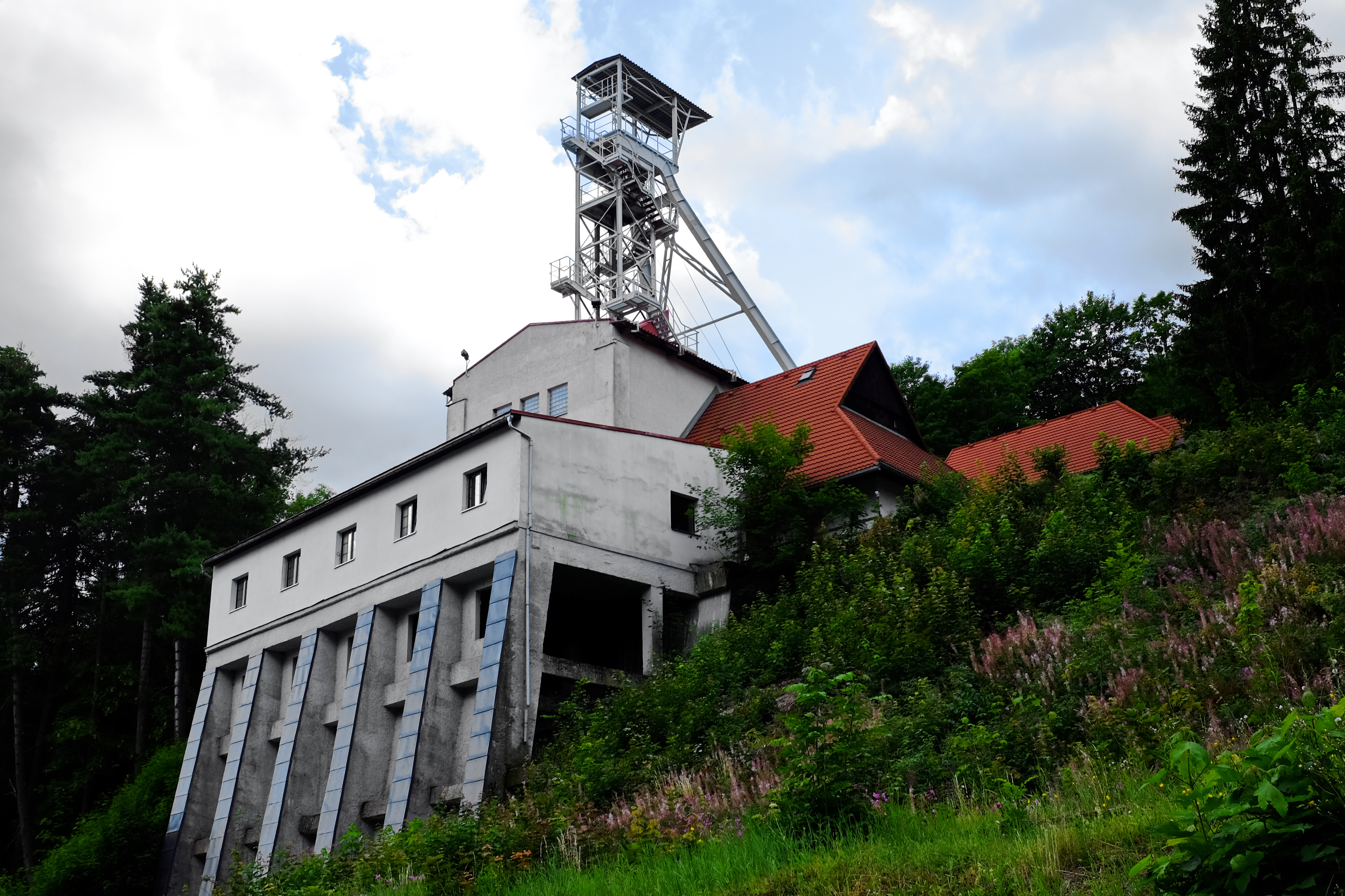
Hlubinný jáchymovský důl Svornost s těžní věží na povrchu

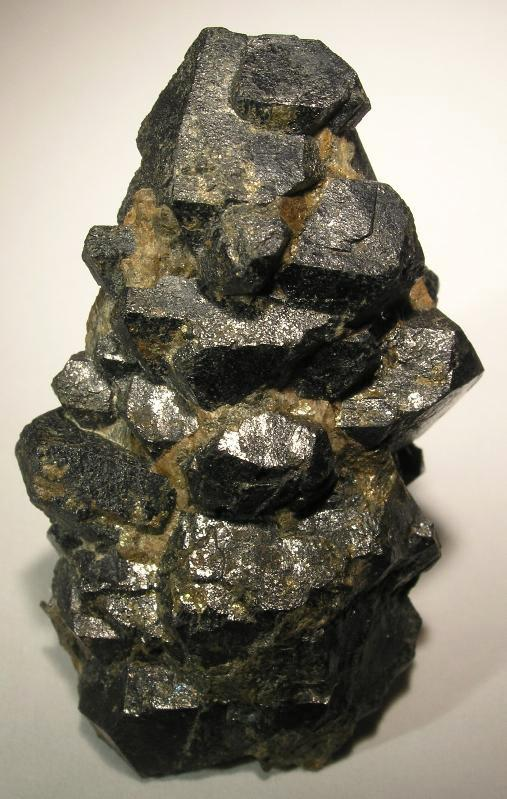
Uraninit z naleziště Chestnut Flats Mine, Spruce Pine, Severní Karolína, USA

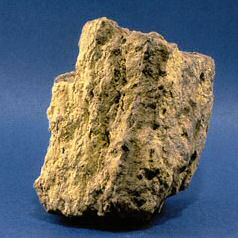
Uranová ruda

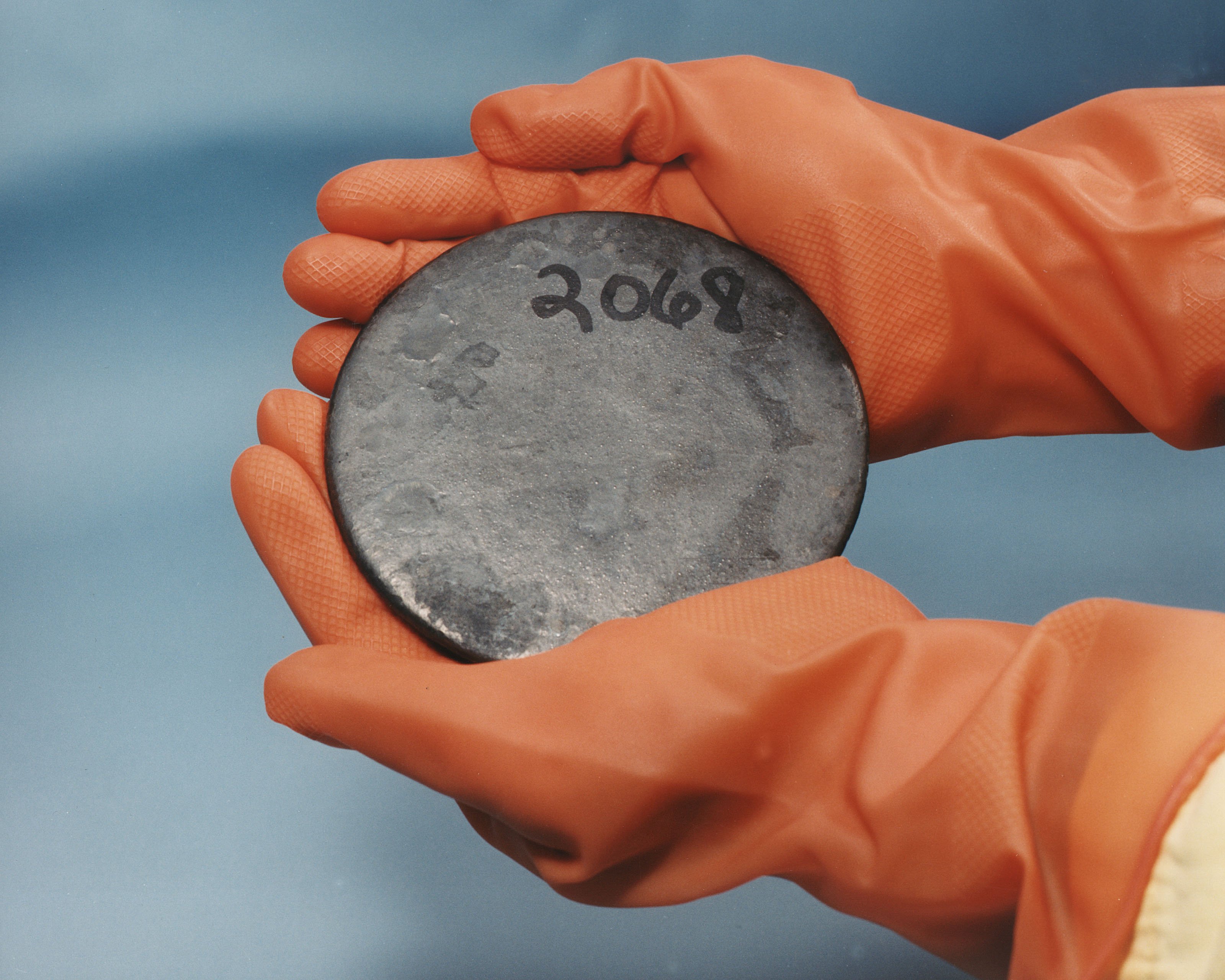
Vysoce obohacený uran po zpracování

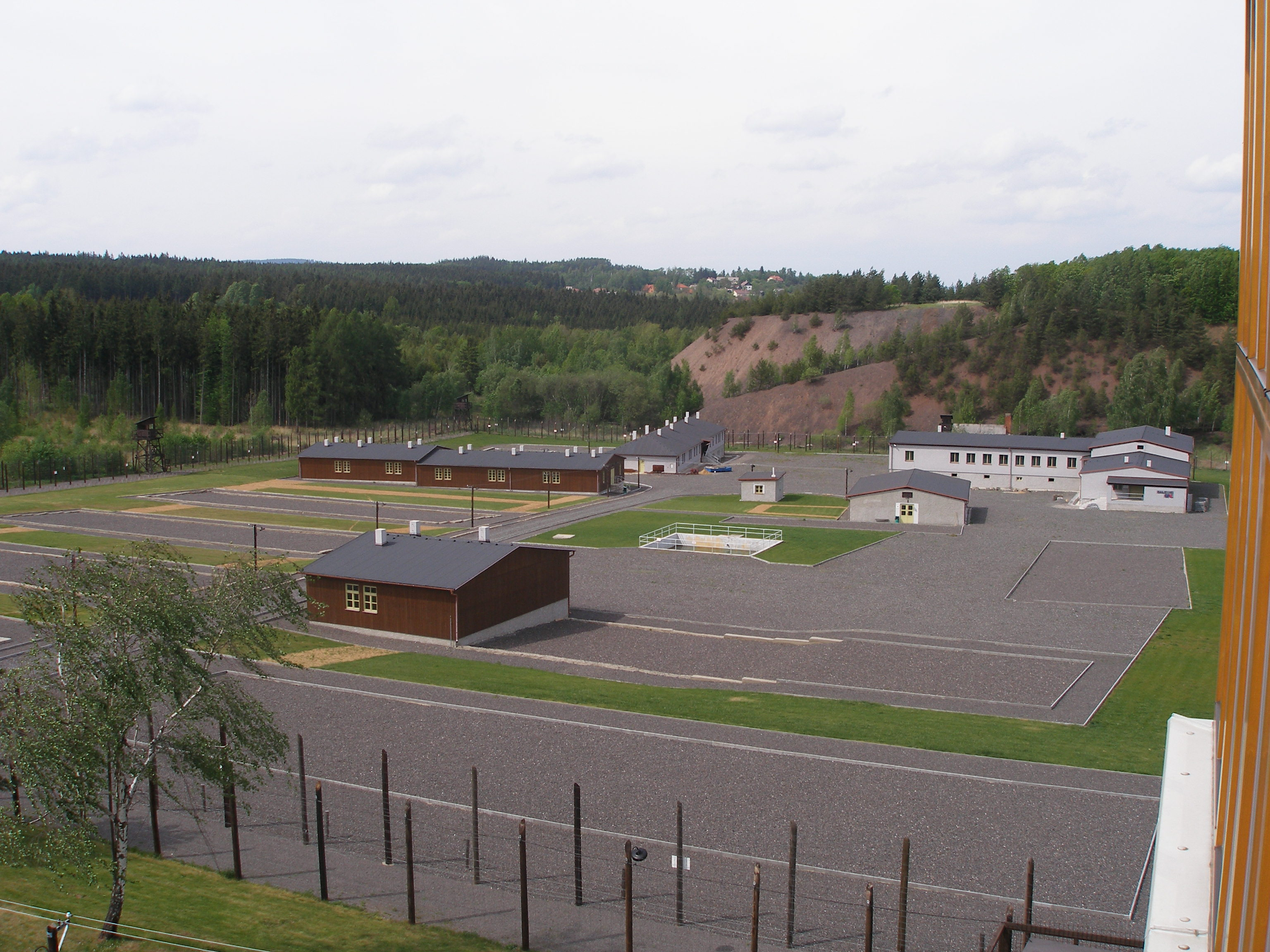
Areál zajateckého, pracovního a posléze trestaneckého tábora Vojna u Příbrami, s hlušinovým odvalem v pozadí

Těžba uranu je získávání uranové rudy hornickou činností z příslušných rudních ložisek. První uranové doly byly otevřeny už v průběhu 19. století, neboť některé uranové rudy se používaly například k zabarvování skloviny ve sklářských hutích. Skutečný rozmach těžby uranu však nastal až po druhé světové válce v důsledku zvýšené spotřeby radioaktivního materiálu pro výrobu atomové bomby a posléze též pro výrobu elektrické energie v jaderných elektrárnách. V historii mnoha důlních podniků je těžba uranu úzce spojena s nedostatečnou zdravotní péčí o civilní horníky, případně s problematickým využíváním nesvobodných pracovních sil.

## Těžební způsoby
Technicky je možné rozlišit několik různých způsobů těžby uranu:
- povrchový lom (např. důl Rössing v Namibii),
- hlubinný důl (např. důl Rožná, Jáchymov, Příbram) nebo
- těžbu chemickým loužením (Stráž pod Ralskem).

## Těžba celosvětově
V roce 2021 činila celosvětová těžba uranu asi 48 000 tun za rok, přičemž největší podíl těžby vykazovaly tři země:
- Kazachstán (45 % podíl světové těžby),
- Namibie (12 %) a
- Kanada (10 %).

Dohromady tyto tři země představovaly asi 67 % celosvětové produkce. V několika dalších zemích těžba přesáhla tisíc tun za rok: Niger, Austrálie, Rusko, Uzbekistán a Čína.

## Těžba uranu v Československu
Celková ztráta z těžby uranu v Československu a jeho majoritního vývozu do SSSR byla 29,6 až 45,9 miliard Kčs.

### Jáchymovské doly
V srpnu 1945 byla v Praze zahájena přísně tajná jednání mezi pověřencem SSSR plukovníkem Alexandrovem a náměstkem ministra zahraničního obchodu SSSR Ivanem Bakulinem a na druhé straně předsedou vlády ČSR Zdeňkem Fierlingerem. Krycí jméno projektu pro vytěžení a dodání jáchymovské uranové rudy do SSSR neslo název Chalupa, veškeré informace o těžbě, dodávkách, cenách byly od prvních počátků přísně tajné.
Dne 23. listopadu 1945 byla podepsána přísně důvěrná Dohoda mezi vládou Svazu Sovětských Socialistických Republik a vládou Československé republiky o rozšíření těžby rud a koncentrátů v Československu, obsahujících radium a jiné radioaktivní prvky, jakož i o jejich dodávkách Svazu Sovětských Socialistických Republik a vedle smlouvy též doplňující protokol. Dohoda vlád ČSR a SSSR a protokol o těžbě uranové rudy v ČSR a dodávkách do SSSR obsahovaly body:

- Československá vláda organizuje státní podnik pro výzkum a exploataci všech nalezišť, obsahujících radium a radioaktivní prvky, které náleží československému státu.
- Československá vláda učiní vše k maximálnímu zvýšení těžby rud a koncentrátu, obsahujících radium a radioaktivní prvky, v obvodu města Jáchymova.
- Vláda SSSR poskytne všestrannou technickou pomoc pro výzkum a exploataci výše uvedených nalezišť.
- Obě vlády vytvoří stálou komisi, která má za úkol např. propracovat plány těžby, řešit otázky vyplývající ze smlouvy, určit ceny.
- Komise také rozhodne, která část vytěžené rudy a koncentrátu zůstane v Československu pro jeho nutné hospodářské a vědecké potřeby. Všechna ostatní vytěžená ruda i koncentráty, obsahující radium a jiné radioaktivní prvky, se budou odevzdávat SSSR, přičemž 50 % radia se bude vracet ČSR, pokud bude vytěženo z rud a koncentrátů poskytovaných z ČSR na zpracování v SSSR.
- Vzájemné vyúčtování se bude provádět na základě cen za rudu a koncentráty i cen za radium, ustanovených za souhlasu obou vlád, s uhrazením vzniknuvších rozdílů buď v dodávkách zboží, anebo ve valutě dle dohody stran.
- Do ČSR budou vysláni mezi odborníky jeden odborník v hodnosti technického ředitele, jeden odborník v hodnosti vrchního inženýra a jeden odborník v hodnosti přednosty technické kontroly Jáchymovského závodu.
- Strany si budou vyměňovat vědecké poznatky týkající se využité rud a koncentrátů obsahujících radium a radioaktivní prvky.
- Dohoda je platná na dobu 20 let.

Z protokolu, který dohodu doprovází, vyplývají tyto nejdůležitější body:
- Dohoda je přísně důvěrná.
- Po dobu prvních pěti let z celkového množství těžených rud a koncentrátů, obsahujících radium a jiné radioaktivní prvky, zůstane v ČSR pro jeho hospodářské a vědecké potřeby množství do 10 % těchto rud a koncentrátů

Balounová Eva, Těžba uranu na našem území po roce 1945
Na základě listopadové československo-sovětské smlouvy vznikl národní podnik Jáchymovské doly, který držel monopol nad veškerou těžbou uranové rudy v Československu. Prakticky veškerá natěžená ruda byla odesílána do Sovětského svazu. Převažující silou, která československý uran těžila, byli civilisté. Vedle nich však byli do těžby nevybíravým způsobem nahnány i nesvobodné pracovní síly. Národní podnik Jáchymovské doly byl vlastníkem táborových areálů, ve kterých byli ubytováni nesvobodní horníci – váleční zajatci, nuceně nasazení občané ČSR a soudně odsouzení trestanci. Na Jáchymovsko bylo také direktivně sestěhováno několik tisíc Českých Němců z různých částí pohraničí, vyřazených za tímto účelem z plánovaného odsunu.
V prvním poválečném desetiletí probíhala těžba především v oblastech Jáchymov, Horní Slavkov a Příbram. Souběžně však probíhal intenzívní průzkum a vyhledávání nových ložisek uranu. V průběhu několika následujících byla nalezena a otevřena další hlubinná ložiska menšího či většího významu Vítkov a Dyleň v západních Čechách, Okrouhlá Radouň (jižní Čechy), Hamr na Jezeře a Křižany (Liberecko), Javorník-Zálesí, Licoměřice-Březinka, Chotěboř, Rožná-Olší, Slavkovice-Petrovice (okres Žďár nad Sázavou), Trutnovsko, Brzkov-Polná, Jasenice-Pucov (Náměšť nad Oslavou) . V době největšího rozvoje v sedmdesátých letech 20. století zaměstnával československý uranový průmysl kolem 60 000 pracovníků, koncem osmdesátých let došlo k útlumu v důsledku částečného vytěžení zásob, ekonomické nerentabilnosti při těžbě z velkých hloubek i ekologické zátěži na krajinu v okolí exploatace. Počátkem devadesátých let došlo zejména v rudném hornictví k rušení dotační politiky státu a z tohoto důvodu byly téměř všechny doly uzavřeny.

### Dolní Rožínka

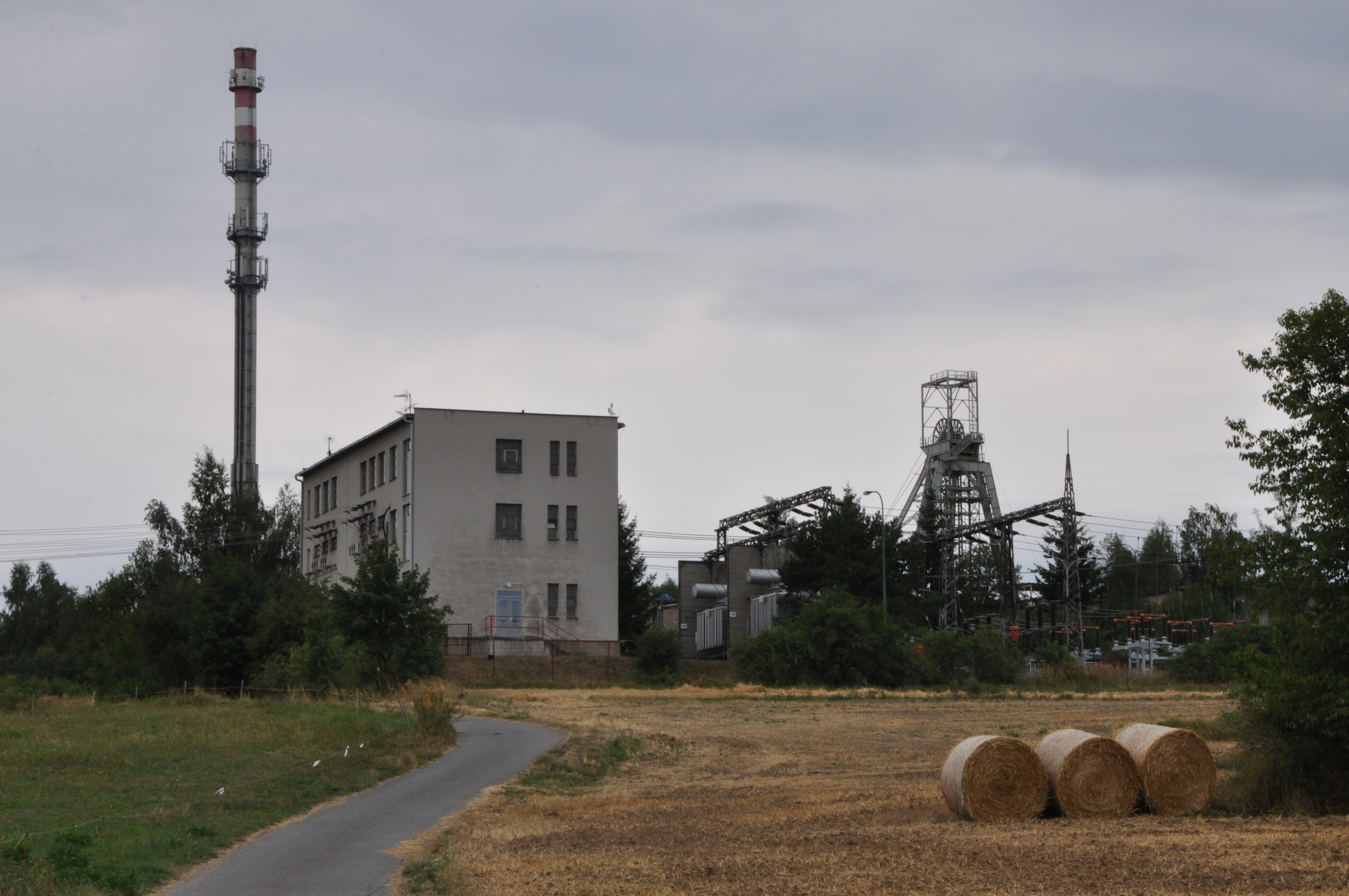
Důl Rožná I

Po roce 2000 až do roku 2017 probíhala v Česku hlubinná těžba pouze v Dolní Rožínce (okres Žďár nad Sázavou), a to na dole Rožná. Důl byl otevřen v roce 1957, postupně byl prohlubován až na úroveň −1200 metrů a v posledních letech těžil z hloubky 1000–1100 metrů jako jediný uranový důl v Evropě. Ztrátová těžba zde původně měla skončit v roce 2006 (dle usnesení vlády č. 689 z 26. června 2002), protože však světové ceny uranu mezitím vzrostly a těžba se tak stala ziskovou, rozhodla vláda usnesením č. 1316 Dne 12. října 2005 těžbu prodloužit až do konce roku 2008 (s možností dalšího prodloužení).
V květnu 2007 vláda rozhodla o nelimitovaném pokračování těžby, a to po dobu ekonomické výnosnosti, takže v dole probíhala těžba bez potřeby státní dotace. Dne 25. ledna 2016 vláda ČR rozhodla o dotěžení zbytkových dostupných zásob uranu v dole Rožná do konce roku 2016 s tím, že likvidační práce potřebné k uzavření dolu budou dokončeny do poloviny roku 2017. Exploatace uranového ložiska Rožná tak trvala šedesát let a ložisko se tak stalo nejdéle těženým uranovým ložiskem jak v ČR, tak i patrně na celém světě. Tímto je kapitola hlubinného dobývání uranu na ložisku Rožná a tím i v celé ČR definitivně uzavřena.

## Zásoby uranu
V Československu bylo vytěženo zhruba 100 tisíc tun uranu (drtivá většina se exportovala do Sovětského svazu), zásoby v ČR byly v roce 2015 ve výši 136 tisíc tun uranu. K roku 2021 se odhadovaly světové rezervy na 6 miliónů tun uranu, přičemž historicky bylo vytěženo zhruba kolem 3 miliónů tun uranu.